# Vākī Kolā
Vākī Kolā (persiska: واكی كلا) är en ort i Iran.   Den ligger i provinsen Mazandaran, i den norra delen av landet, 150 km nordost om huvudstaden Teheran. Vākī Kolā ligger 43 meter över havet och antalet invånare är 267.
Terrängen runt Vākī Kolā är huvudsakligen platt, men söderut är den kuperad. Runt Vākī Kolā är det ganska tätbefolkat, med 96 invånare per kvadratkilometer. Närmaste större samhälle är Babol, 13,4 km nordväst om Vākī Kolā. Trakten runt Vākī Kolā består till största delen av jordbruksmark.